# Boldaji
Boldaji (persan : بلداجی) est une ville, chef-lieu du district de Bodaji situé dans la préfecture de Borujen dans la province du Tchaharmahal-et-Bakhtiari en Iran, à environ 65 km au sud-est de Shahrekord.

## Population
La population y est essentiellement constituée de turcophones de dialecte kachkaï. Lors du recensement de 2006, la population de la ville était de 10 905 habitants répartis dans 2 598 familles.

## Culture et patrimoine
La ville est célèbre pour ses nougats gaz.

## Tourisme
La zone humide de Choghakhor est située à 15km de Boldaji.